# Liana Manukyan
Liana Manukyan (* 3. Januar 1988) ist eine ehemalige armenische Gewichtheberin.
Sie nahm 2007 in Chiang Mai erstmals an Weltmeisterschaften teil und belegte in der Klasse bis 58 kg Platz 28. Bei den Europameisterschaften 2008 in Lignano Sabbiadoro erreichte sie den siebten Platz in der Klasse bis 53 kg. Im selben Jahr gewann sie bei den Junioren-Europameisterschaften in Durrës die Bronzemedaille. Nur einen Monat später wurde sie jedoch bei einer Dopingkontrolle positiv auf Metandienon getestet und vom Weltverband IWF für vier Jahre gesperrt.